# Одеон
Одеон (грч. ᾠδεῖον, лат. одеум) је зграда за античке музичке и песничке приредбе и такмичења. По грађевинском плану одеон је налик позоришту, али је мањи и због акустике покривен.
По димензијама су били мањи од грчких и римских амфитеатара.
Одеони су служили и као места окупљања уметника.
Највећи сачувани одеон капацитета 8.000 посетилаца налази се на падинама атинског Акропоља. Подигао га је око 160 године Херод Атик.
У Риму су била два одеона.
Данас је одеон назив за просторије за концерте, плесне, позоришне и филмске представе, као и једно француско позориште из Париза.

## Етимологија
Старогрчка реч ᾨδεῖον потиче од глагола ἀείδω (aeidō, "Ја певам") што је такође корен речи ᾠδή (ōidē, "оде") као и ἀοιδός (aoidos, "певач").